# 金斗南
金斗南（朝鲜语：／，1930年3月2日—2009年3月12日），朝鲜人民军大将，1930年生于平壤。苏联军事学院毕业。金斗南是朝鲜最高人民会议常任委员长金永南的亲弟弟，精通军事业务及对数字特别擅长，先后担任金日成的军事秘书和金正日的军事辅佐官，金正恩在1998年至2000年在瑞士伯尔尼留学三年归国后，金斗南向当时17岁的金正恩传授了金日成抗日游击战斗争及金正日的先军思想，这正是其新生为“青年大将”的背景。

## 简历
- 1970年11月任朝鲜人民军炮兵司令部副司令。
- 1980年10月在朝鲜劳动党六大上当选中央委员、中央军委委员。
- 1982年10月任劳动党中央军事部部长。
- 1985年4月晋升大将军衔，并担任金日成主席军事秘书，直至1994年7月金日成主席逝世。
- 1996年3月任锦绣山太陽宫馆长（放置金日成遗体）。
- 1999年兼任朝鲜民主主义人民共和国人民武力省副部长。
- 1982年2月起当选第7—11届最高人民会议代议员。
- 2009年3月12日，朝鲜中央通讯社摘要播发了朝鲜劳动党中央机关报《劳动新闻》第四版所刊登的以朝鲜劳动党中央委员会、党中央军事委员会名义发布的讣告，消息称朝鲜劳动党中央委员会委员、朝鲜劳动党中央军事委员会委员、朝鲜国防委员会人民武力部副部长金斗南大将逝世，终年79岁。